# Naring
Naring ist ein Gemeindeteil der Gemeinde Weyarn im oberbayerischen Landkreis Miesbach.

## Geographie
Naring liegt im Goldenen Tal am Westufer der Leitzach, wenige Kilometer nordöstlich von Weyarn, etwa zwei Kilometer nördlich der Bundesautobahn 8. 
Der Ort verfügt über eine Badestelle an der Leitzach, die hier die Grenze zum Landkreis Rosenheim bildet.

## Geschichte
Das Dorf Naring war bis 1978 Teil der Gemeinde Holzolling, die aber im Zuge der Gebietsreform mit der Gemeinde Wattersdorf sowie Teilen der Gemeinden Gotzing und Reichersdorf zur Gemeinde Weyarn zusammengeschlossen wurde. Bei der Volkszählung 1987 wurden 43 Wohnungen mit 110 Einwohnern in 35 Gebäuden festgestellt.

## Personen mit Verbindung zu Naring
Der Volkskundler Seff Heil machte in Naring von 1948 bis 1950 seine Lehre zum Elektriker.